# ザ・サムライ
『ザ・サムライ』は、春日光広による日本の漫画。『週刊ヤングジャンプ』（集英社）で連載されていた。作者の公式HPにて一部リメイクがされている。
続編として『週刊コミックバンチ』（新潮社）で連載された『サムライ刑事』があるが、本作の設定はあまり引き継がれていない。

## ストーリー
亡き父・雷造により武士道精神を教え込まれた高校生、血祭武士が巻き起こすどたばたコメディ。
福岡県福岡市博多区にある架空の町「嵐山町」を主な舞台としている。基本的に各話完結だが、数話に亘ってストーリーが続くこともある。
主人公武士が県立嵐山高校に入学するところから始まり、一般的現代人であるクラスメイトたちとはかけ離れた武士道を発揮しつつ、学生生活を過ごすという内容。
ストーリーが進むと様々な奇人変人が登場するようになるが、主要人物である武士、都来、土岐姉妹（あかり、かげり）は、チームを組んで暴れた際に、その機動力と破壊力から「歩くアメリカ第七艦隊」と呼ばれるようになる。

## 登場人物

### 血祭家
血祭武士（ちまつり たけし）
初登場時は16歳。本作品の主人公。1967年5月5日生まれ。血液型はB型。父、雷造（故人）より武士道教育を受けて育ったことにより、正義感溢れる好青年へ成長した。羽織に袴、雪駄と、江戸時代の下級武士を思わせる異装の上、腰には父の形見である菊一文字（菊一文字を研ぎに出している間は虎徹）を佩いている。他にも手裏剣や黒色火薬を詰めた竹筒「爆裂筒」を使う。
義を見てせざるは勇無きなりを実践する行動派だが、思考形態も江戸時代レベルで、女子の下着などを見た程度で鼻血を吹きだして失神することがある。また、機械の操作も苦手。写真恐怖症でエスカレーターや自動改札も使えない。不得意科目は英語で、日本（ギリでアジア）以外の欧米各国は「全てアメリカ」だと認識している。さらには閉所恐怖症で、新幹線や飛行機、エレベーターなどの「窓があかない乗り物」に長時間乗っていると、息が出来ないという思い込みで呼吸困難に陥る。
しかし、野生児を超えた超健康優良児で、常人を超えた方向感覚を有し（ただし、人口密度や機械音に反比例するため、街中ではそうでもない）、並の人間なら死にかねない危険な行為もなんなくこなす。都来（後述）が操縦する（亜音速で飛ぶ）ハリアーに苦も無くしがみついて移動手段としたり、最高速で運行中の新幹線の上を飛び跳ねたりできる。
情にもろいが、それ以上に情に疎い。自身の感情にすら気付かないこともあり、クラスメイトに恋心を抱いていても、そうと気付くのに時間がかかり、気付いてからも素直に告白することができなかった。
名前の由来はタイトルどおり「武士（サムライ）」から。名前はすんなり決まったが、苗字はとにかく過激なものにしようと考え、「血祭」になった。
血祭静（ちまつり しずか）
初登場時は37歳。武士の母。血液型はAB型。アンティークショップ「たいむ・すりっぷ」を経営しており、骨董品には詳しい。18歳の時に夫たる雷造と出会い、結婚。3人の子を儲けるも、雷造が死去したため女手一つで子供たちを育てた。
経営者として苦労したためか金銭にこだわる傾向があり、また、武士を上回る潜在的な戦闘能力を有している。それでいて、加齢による衰えは自覚しており、いつまでも若いままでいる夫（の写真）に軽く嫉妬したりしている。
実は大の犬嫌い（人間に媚を売る様が特に嫌い）だが、いかづち（後述）だけはかろうじて受け入れている。
血祭あさぎ（ちまつり あさぎ）
初登場時は18歳。武士の姉。1965年8月25日生まれ。血液型はB型。身長不明、体重48キロ、スリーサイズは上から82-58-84。生活全般にだらしなく、家の中では裸同然の姿で歩き回ることもしばしば。未成年でありながら飲酒もしていた。趣味はボーイハント。
弟の武士をアナクロとからかいつつも、その原型である父、雷造をこの上なく尊敬しており、極度のファザコン。それ故に気の強いところも見せる。
高校卒業後は嵐山デパートに就職、エレベーターガールとなる。それが縁となって中学教師の山並岩男と知り合い、婚約する。
名前の由来は色の名前（浅黄色）より。
血祭彩子（ちまつり あやこ）
初登場時は13歳、武士の妹。1970年10月10日生まれ。血液型はA型。兄や姉と比べて真面目だが、その分影が薄い。仲代というボーイフレンドがいる。父・雷蔵が亡くなったのは本当に幼いころだったため、その記憶を家族と共有していない。
血祭恭平（ちまつり きょうへい）
初登場時は10歳、武士の従弟。5歳の頃に母が死亡し、父・龍造が海外赴任となったため、血祭家で預かることとなった。武士と同じように父、龍蔵（武士たちにとって叔父）より武士道教育を受けて育ったため、武士と同じく正義感溢れる子供になっている。武士と比べて性的な知識が豊富で、男女交際に関しても抵抗感がないが、スケベというより知識として知っているだけで、女の子を交際相手としては意識していない。
血祭家に来るまでは山奥の集落で暮らしていたため、窓に付いているクレセント錠を鍵と認識していないなど、都会での一般常識に疎い面がある。
子供故に未熟者扱いされており、一尺未満（刃渡り30cm以下）の短刀所持は許されているが、それ以上の尺のある刀を持つことは許されていない。自身は「十分大人だ」と考えており、背伸びして大人じみた言動をとるものの、結果として失敗することが多い。前述の日本刀にしても定寸（刃渡り70cmほど）の刀はチビで手足が短いため、一人では抜けない。
血祭雷造（ちまつり らいぞう）
登場時点で故人。武士の父にして血祭家の精神的な大黒柱。
もとは建具師で、駆け出しながらも出会った静に惚れてプロポーズ、めでたく結婚する。その後3人の子に恵まれるものの、武士が6～7歳の頃に病死。
まさに現代武士道の生きる見本であり、高潔にして清廉潔白、家族への愛を惜しまぬ人物であった。病死後もその面影は血祭家の随所に残っており、家族の尊敬を一身に受け続けている。
武士同様機械が苦手だが、バイクだけは平気であり、オフロードバイクのサークルにも参加していた。また、花火師と組んで幻とされた「からくり花火・昇り竜七変化」の復刻や「地獄からくり」という迷宮にも挑戦していた。
血祭伝蔵（ちまつり でんぞう）
武士らの祖父。山奥の日本家屋に妻と住む。息子らとは違い好色家だが、家族思いでもあり、親より先に死んだ息子・雷造を「親不孝」と言いながらも思い続けている。
いかづち（いかづち）
偶然から彩子が拾った子犬。外見は雑種、性別はオス。酒が飲めることから静の信頼を勝ち取り、血祭家で飼われることとなった。名前は静の夫（雷造）からとられた。

### 南藩家
南藩都来（なんばん とらい）
武士のクラスメイト。1967年10月10日生まれ。血液型はB型。国際的な航空会社「南藩航空」会長の孫。クラスの女子が黄色い声を上げるほどの美男子だが、かなりの好色家。
機械万能論者であり、アナクロニズムの権化である武士とはなにかと反目する。その際は、マシンガンや手榴弾、時には対戦車ミサイルなどで白兵戦を繰り広げる。
移動にはハリアーをよく使う。個人資産も相当なもので軍艦並みのクルーザーを3隻所有している。度々自費でイベントを催し、資金稼ぎにスケート場を開いたこともある。
クラスメイト達と交流するうちにあかり（後述）に好意を抱くようになるが、周囲には秘密にしている。実際に使われた兵器の部品（ボルト・ナット）を集める趣味をもつ。
南藩四朗時貞（なんばん しろう ときさだ）
都来の父親で南藩航空の社長。中肉中背で細面、メガネをかけ鼻の下にヒゲを生やすなかなかのロマンスグレーだが、都来同様かなりのスケベ。冗談好きで珍妙な着ぐるみやコスチュームを着て現れることが多い。会社の新機種選定会議でも戦略爆撃機を推したり、企画でも「温泉旅客機」など、かなり奇抜なアイデアを試している。
妻、飛鳥とは死別しており、そのさみしさから静を見初めたが、彼女の亡き夫への揺るがない愛情を知って身を引いた。

### 土岐家
土岐あかり（とき あかり）
忍術使いの末裔である土岐家の双子の姉。姉妹そろってかなりの美人。幼い頃に土岐一族伝来の宝刀を武士に奪われたため、奪還を目論んで山奥で修業を重ねて雪辱戦を挑むも失敗続きだった。宝刀の件が落着してからは、ある程度の距離は置くものの反目しあうことはなくなった。
スーパーガールに例えられるほどの怪力を誇るが、極度の男性恐怖症で、男性に触れられただけで取り乱し、キスなどをされると気絶してしまう。
武士と別れて以降は山奥で育ったために水には縁がなく、姉妹ともども実はカナヅチ。
土岐かげり（とき かげり）
土岐家の双子の妹。身長157センチ、体重45キロ、スリーサイズは82-57-86。忍術には優れるものの、宝刀奪還には姉ほど執着しておらず、武士ともそれなりの交流を図っていた。姉とは正反対の性格で、性的な享楽を積極的に求めるタイプ。男女交際＝性行為という認識であり、男性からのアプローチにはすぐ裸になって性交に及ぼうとし、姉あかりに止められる。ここまで尻軽でありながら、実はまだ処女。
尻軽な分、他者の恋愛感情にも敏感で、都来があかりにほのかな恋心を抱いていることも察知していた。あかりよりも微妙に胸が小さいことを気にしている。
おばば（OVAでは「黒刀自」）
姉妹の祖母にして一家の長老的存在。首が伸びたり髪の毛が自在に動いたりする特異体質（本人は「修行の成果」と主張）。武士に奪われた宝刀の奪還を悲願としており、姉妹をたきつけては戦いに駆り立てている。建前としては戦国時代のご先祖が隠した軍資金のありかを示す鍵とされているというものだったが、実際は亡くなった夫の形見であり「最初で最後のプレゼント」であった宝刀を手元に置いておきたかっただけで、宝刀入手後は軍資金を探すこともなく安穏とした余生を送っている。
龍子（りゅうこ）、父親
あかり・かげりの両親。龍子（OVA時点では本名は不明だったため「茜」）は静同様、高校生の娘がいるとは思えないほど若く、忍術の腕前も娘たち以上。信号待ちが嫌いで地中を進んで移動する癖がある。
父は入り婿の一般人。屋敷のからくり罠に引っ掛かって地下を迷っていることが多いが、空腹のあまり爆薬を食べてバズーカ砲並みのクシャミをするなど特殊性では家族に負けない。OVAでは「影丸」と名が付いており、一端の忍者で雷蔵とはライバルだったが、果し合いで彼が宝刀を賭けのカタにしたのが事の発端となっている。

### 山口家
山口敦子（やまぐち あつこ）
武士のクラスメイトにして、高校生になって最初の友人。当初はごくごく普通の女学生だったが、武士と接するうちに非常識なまでの行動力も身につけてしまった。
武士に恋心を抱くようになるが、本人には言えないままとなる。しかし、彼へアプローチする者には敢然と牙をむき、時には命を捨てて武士を守る姿勢も見せる。
山口達矢（やまぐち たつや）
敦子の弟で小学生。かなりませた性格で、ガールフレンドもいる。

### フィッツジェラルド家
キャッシー・フィッツジェラルド
日本文化の神髄を知るために短期留学してきたアメリカ人。かなり偏った日本観を持っており、偶々知り合った武士に一目ぼれした。血祭家でホームステイを始める。半年ほどの留学を経て帰国したが、血祭家にステーキ肉を贈ったり、武士をアメリカに招待しに再来日した。牧場主の娘でF-14 トムキャットを所有している。

### その他の人物
綾杉京子（あやすぎ きょうこ）
武士たちのクラス担任。血液型はA型。担当は英語。型破りな生徒相手に実力行使で騒動を収めるようになり、強盗に遭遇しても平然と鎮圧してしまうなど、周囲からは「嵐山の女機動戦士」と呼ばれるようになる。愛車はホンダ・シティターボIIだったが、後に長年の憧れだったフォルクスワーゲン・ゴルフを購入した。
連載開始の登場時点で勤続3年目の25歳。80年代当時としては行き遅れを心配される年頃であり、作中でも頻繁にネタにされていたが、敦子の叔父にあたる刑事・葛木と結婚して「葛木京子」となる。
田代恵子（たしろ けいこ）
武士たちのクラスメイト。中学ではソフトボール部で球技大会の練習で武士と対決していた。のちのエピソードでは上村と交際しているらしき発言がある。
上村信夫（うえむら のぶお）
武士たちのクラスメイト。都来と一緒になって覗きや悪戯をすることもある。文化祭のクラスの出し物として自主製作映画を撮るが参加者がてんでんバラバラな役を希望した末に、撮影でしっちゃかめっちゃかになったフィルムを何とか形に収めた。
彼を含めたクラスメイトたちは、武士たちの喧嘩騒ぎを傍観したり巻き込まれたりしているうちにかなり逞しくなっていき、町に女性のブラジャーを食べる変態怪人「ブラジャマン」が出没した際には都来提供の銃火器を持って自警団活動を行ったり、花見の会場をヤクザに占拠された際には躊躇うことなく荒事に発展しそうになったりしている。
蒲原（かまはら）
武士たちのクラスメイト。都来と一緒になって覗きや悪戯をすることもある。クラスの自主製作映画では都来の撃ったロケットランチャーの砲撃に巻き込まれる。
春本鬼八（はるもと きはち）
嵐山高校の校長。同校のOB。学生時代に作った作品（竹馬）の中に地図を隠し、それを見つけた武士が宝探し騒動を引き起こした（実際に隠されていたのは当時の成績通知表）。
猪頭虎吉（いのかしら とらきち）、猪頭美緒（いのかしら みお）
嵐山町に一家を構える侠客とその娘。虎吉は他のヤクザに追われた際に武士や静に助けられ、お礼に訪れた際に求婚したことがある。
娘の美緒は父親が「実家がヤクザ」ということで、恥ずかしい思いをさせないよう教育した結果として「任侠道（というかヤクザ業界）が常識」に育ってしまった。嵐山高校へ教育実習生（担当は現国）としてやってくるが、賭け事には滅法強く、大酒豪という、あまりにも型破りな行動は校内の不良を減らす効果があった。
真田佐助（さなだ さすけ）
父親と共に近畿地方の山中に籠り、社会と隔絶した環境で修業を積む忍者の若者。江戸幕府の追手から逃れるために先祖代々山中に隠れ住みながら家の再興を悲願としていたが、完全に現代文明と接触しない状態で暮らしている。修学旅行で近隣の村（歴史文化保護のため江戸期と大差ない環境）を訪れた際に知り合った。武士を幕府の追手と勘違いして敦子を攫って行くが、その際に敦子に一目惚れし九州まで訪ねてくる。最終回でもどのような方法で連絡を取ったかは不明だが嵐山城で開催されたパーティーに出席している。
乳走又七郎（ちちばしり またしちろう）
日本でも有数の手作り下着職人。長年の研究の末、作り上げたブラジャーを食べてしまったことを切っ掛けに女性のブラを抜き取って食べる怪人・ブラジャマンとなる。
武士たちとの騒ぎを経て、自身の手作り品と中古のブラを交換する「ブラジャー交換」を始める。

## キャスト
血祭武士（ちまつり たけし）
（映画版：中村繁之/ドラマ版：沖田浩之/声：関俊彦）
山口敦子（やまぐち あつこ）
（映画版：松本典子/ドラマ版：北原佐和子/声：水谷優子）
南藩都来（なんばん とらい）
（映画版：大沢樹生/ドラマ版：江藤博利/声：井上和彦）
土岐あかり（とき あかり）
（映画版：/ドラマ版：/声：坂本千夏）
土岐かげり（とき かげり）
（映画版：/ドラマ版：/声：松井菜桜子）
綾杉京子（あやすぎ きょうこ）
（映画版：相田寿美緒/ドラマ版：大場久美子/声：小宮和枝）
田代恵子（たしろ けいこ）
（映画版：椎名友美/ドラマ版：/声：）
上村信夫（うえむら のぶお）
（映画版：羽田文彦/ドラマ版：/声：桜井敏治）
蒲原（かまはら）
（映画版：/ドラマ版：/声：佐々木望）
血祭静（ちまつり しずか）
（映画版：朝丘雪路/ドラマ版：生田悦子/声：宗形智子）
血祭あさぎ（ちまつり あさぎ）
（映画版：堀江しのぶ/ドラマ版：花井その子/声：冨永みーな）
血祭彩子（ちまつり あやこ）
（映画版：時田成美/ドラマ版：/声：渡辺菜生子）
血祭雷造（ちまつり らいぞう）
（会話や「血祭家兵法」中のみで登場）
春本鬼八（はるもと きはち）
（映画版：梅津栄/ドラマ版：/声：）
猪頭虎吉（いのかしら とらきち）
（映画版：宍戸錠/ドラマ版：/声：）
大久保瞳
（映画版：大津美智子/ドラマ版：/声：）
瀬川えり子
（映画版：大橋いずみ/ドラマ版：/声：）
谷マサミ
（映画版：半田麻由美/ドラマ版：/声：）
栗本玉枝
（映画版：山口江理/ドラマ版：/声：）
丸井洋子
（映画版：和田めぐみ/ドラマ版：/声：）
吉田秀明
（映画版：小野寺嗣夫/ドラマ版：/声：）
葛木勝男
（映画版：渡辺裕之/ドラマ版：/声：）
セクシー麻矢
（映画版：森田水絵/ドラマ版：/声：）
マグナムの鉄次
（映画版：山本昌平/ドラマ版：/声：）

## 映画
1986年2月15日に東映系劇場にて公開された。同時上映は『童貞物語』。 
スタッフ
- 監督・製作者：鈴木則文
- プロデューサー：榎本靖、高橋文雄
- 企画：佐藤雅文
- 脚本：志村正浩、鈴木則文
- 撮影：苧野昇
- 特殊メイク：原口智生
- 美術：細石照美
- 編集：菅野善雄
- 音楽：埜邑紀見男
- 音楽プロデューサー：桐谷浩史
- 助監督：羽石龍太郎
- 協力：ジャニーズ事務所
- 製作：アジャックス

主題歌・挿入歌
- 主題歌「雷魂 (サンダー・ソウル)」（歌：中村繁之）
  - 作詞：吉元由美／作曲：都志見隆／編曲：大谷和夫

- 挿入歌「感性のままに」（歌：松本典子）
  - 作詞：千家和也／作曲：三木たかし／編曲：瀬尾一三

## テレビドラマ
1986年2月24日にフジテレビ系(ただし一部地域除く)の「月曜ドラマランド」の中で放送された。製作は円谷プロダクション。主演は沖田浩之。
特撮を多用したアクションコメデイーとして製作された。
スタッフ
- 監督：金子修介
- プロデューサー：久保田榮一、円谷粲、神谷吉彦、石川泰平
- 脚本：三木孝祐

| フジテレビ系列 月曜ドラマランド                 | フジテレビ系列 月曜ドラマランド            | フジテレビ系列 月曜ドラマランド |
| 前番組                                          | 番組名                                     | 次番組                          |
| ----------------------------------------------- | ------------------------------------------ | ------------------------------- |
| おとぼけ駅員 キップくん （2） （1986年2月17日） | ザ・サムライ（ドラマ版） （1986年2月24日） | 藤子不二雄の夢カメラ （1）      |

## OVA
1987年11月1日に発売された。アニメーション制作はクレジットされていないが銀河帝国が担当。
スタッフ
- 総監督：やまざきかずお
- 脚本：三木孝祐
- アニメーションキャラクターデザイン・作画監督：後藤隆幸
- 美術監督：中村光毅
- カラーデザイン：脇喜代子
- 撮影監督：森口洋輔
- 編集：三木幸子、吉田千尋
- 音響監督：水本完
- 音響効果：アニメサウンドプロダクション
- 音楽：田中公平
- プロデューサー：潮崎卓夫（CBS・ソニー）、田中満（TBS）、三木孝祐（砂工房）